# Ananké (mitología)

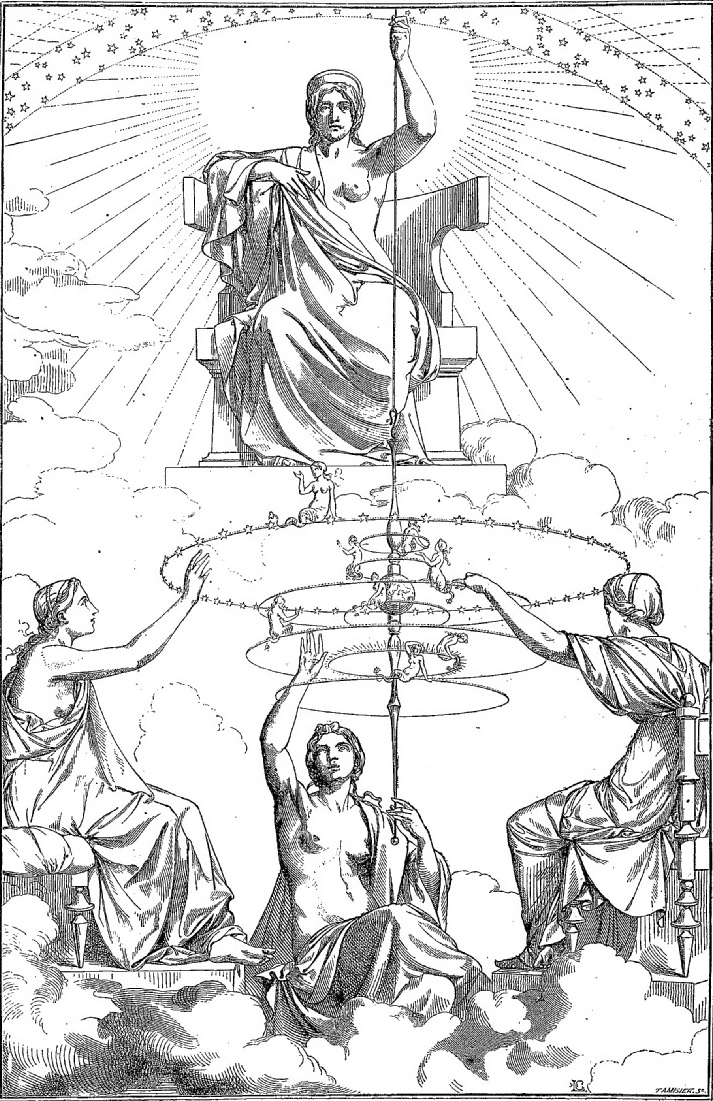
Ilustración para una edición moderna de la obra de Platón La República: Ananké y sus hijas, las Moiras.

En la mitología griega, Ananké o Anankaia, a veces Ananque (en griego antiguo Ἀνάγκη Ananke o Ἀνάγκαιη Anankaie), era uno de los dioses primordiales, una fuerza divina más bien utilizada en el ámbito filosófico y que personifica la «necesidad, fuerza, compulsión, coacción u orden natural». Ella es en esencia la fuerza inevitable del destino, de quien ningún hombre o dios puede escapar, y a quien nadie supera en fuerza. En la mitología romana se le llamaba Necessitas, y de ahí su traducción como la Necesidad, como es común en los textos en español. Apareció espontáneamente al principio de los tiempos y ninguna fuente explícita nos dice quiénes fueron sus progenitores.  
«Por su parte la Necesidad representa tanto la divinidad única que preside el destino, como el orden que gobierna los cuerpos celestes». 
Ananké era raramente adorada hasta la creación de la religión mistérica órfica. No obstante Pausanias nos cuenta que en la acrópolis de Corinto había un santuario dedicado a la Necesidad y la Fuerza (Βία, Bía), cuya entrada estaba prohibida para los no iniciados. En la Suda se nos dice que Ananke es la única que puede enseñar la manera de escapar del Hades.

## Etimología
El nombre Ananké se deriva del griego antiguo ἀνάγκη que significa ‘fuerza, necesidad y protección’. Homero usa el significado de la palabra necesidad (αναγκαίη πολεμίζειν) para decir ‘es necesario luchar’ y fuerza (ἐξ ἀνάγκης) para decir ‘por la fuerza’. En la literatura de la Antigua Grecia, la palabra también significa suerte o destino (ανάγκη δαιμόνων, ‘destino por los demonios o los dioses’). Existe un viejo proverbio que reza que incluso los dioses evitan enfrentarse a la fuerza de la Necesidad, y siguen sus preceptos contentándose; parece que estas palabras también fueron atribuidas a Simónides de Ceos.

## En los textos filosóficos
Platón sitúa la morada de la Necesidad entre las esferas de los cielos. Esta poseía un huso a través del cual giraban las esferas, con una vara hecha de adamanto, y el huso giraba sobre las rodillas de la Necesidad. Y con ella había tres mujeres sentadas en círculo a intervalos iguales, cada una en su trono; eran las Moiras, hijas de la Necesidad, vestidas de blanco y con guirnaldas en la cabeza, a saber: Láquesis, Cloto y Atropo, y cantaban en armonía con las sirenas. Láquesis las cosas pasadas, Cloto las presentes y Atropo las futuras.
Parménides dice, en sus relatos cosmogónicos, que Justicia (Δίκη, Díkē) y Necesidad, denominadas como la misma deidad portadora de las llaves, son la causa del movimiento circular de las cosas. Así pues todo sucede de acuerdo a la Necesidad. Parménides asocia la justicia con la necesidad en cuanto a su aspecto como fuerza rígida e inexorable. La Necesidad también es la que ha forzado a mantener a los astros sujetos en sus límites en los cielos.
Empédocles de Agrigento dice que lo Uno es esférico y eterno es la Necesidad, constituyendo su materia los cuatro elementos y, su forma, el Odio (Νείκος) y la Amistad (Φιλότης). Y dice que los elementos son dioses, y también el mundo, mezcla de los elementos, y antes de estos el Esfero, en el cual todo se resuelve, lo uniforme. La Necesidad es la fuerza que sujeta a las almas. También dice que el gran juramento de los dioses está abalado por ella, pues hay un oráculo de la Necesidad, antiguo decreto de los dioses, sellado con vastos juramentos.

## En la literatura órfica
En los textos órficos la Necesidad aparece por primera vez descrita unida al Tiempo (Χρόνος) y se la llama también Adrastea («aquella de la que no se puede huir») y Naturaleza. La Necesidad es una entidad incorpórea y con los brazos extendidos por todo el mundo, tocando sus confines. Su poder se extiende por todo el universo. Es incorpórea y entonces no es descrita porque no se la ve. La presencia de la Necesidad junto al Tiempo tiene su paralelo en Anaximandro, pues significa que el paso del tiempo tenga un trascurso ordenado. En esta versión Ananke no es la pareja sexual del Tiempo ni tampoco engendran descendientes. En la teogonía de las rapsodias se nos vuelve a decir que junto al Tiempo que no envejece apareció la Necesidad. En esta obra el Tiempo es el primer ser en existir. Y también dice que la Necesidad nació antes que las Moiras, al decir que nace de los primeros dioses la horrible Necesidad. Del Tiempo nacieron dos seres: el Éter y el Abismo (Caos) aunque de nuevo no se especifica que la Necesidad fuera la madre de estos. Todavía existe una última mención de la Necesidad. Se dice que el demiurgo (Zeus) fue criado por Adrastea se unió a la Necesidad y engendró a Himarmene («destino»). Se interpreta que en todo caso Adrastea, Necesidad e Himarmene son diferentes advocaciones de la misma deidad. Para ocultar el llanto del infante Zeus la Noche le entrega a Adrastea instrumentos de percusión para que los haga resonar, entre ellos unos címbalos de bronce y un pandero de penetrante son. La Noche le había profetizado a Temis que permanecería virgen hasta que Zeus la tomase y los teólogos dicen que es la misma que Ananke. Así Ananke-Temis le alumbra a Zeus a las Moiras.